# Lillehjerne
Lillehjernen (cerebellum ) er en del af hjernen, og den ligger bagest i hjernekassen lige under storhjernen.
En af lillehjernens primære opgaver er at 'udglatte' kroppens bevægelser.
Når storhjernen giver signal til en muskelgruppe, fx benene, om at den skal bevæge sig, går signalerne først gennem lillehjernen, som sørger for at bevægelserne udføres glidende.
Delfiner har en betydelig større lillehjerne end mennesker og andre aber.
Generelt har fugle og pattedyr relativt større lillehjerne end andre hvirveldyr.

## Anatomi
Lillehjernen vejer omkring 160 gram hos det voksne menneske, og menneskets lillehjerne har omkring 105 milliarder nerveceller, hvoraf langt de fleste er de såkaldte granulære celler..
Der er forskellige måder at dele lillehjernen op på, for eksempel på baggrund af vævstype:
- Lillehjernebarken hvor nervecellelegemerne er lokaliseret
- Den hvide substans.
- Lillehjernens kerner er fire små parrede kerner (ansamlinger af nervecellelegemer), der ligger som øer i den hvide substans.

Opdelingen kan også udføres på baggrund af den fylogenetiske udviklingen:
- Archicerebellum er den ældste del og omfatter lobus flocculonodularis
- Palaeocerebellum er sammenfaldende med strukturen vermis.
- Neocerebellum ("Nylillehjernen") er den yngste og hos mennesket den største struktur.

Opdelingen kan også baseres på de makroskopiske folder og furer i lillehjernen. Den overordnede opdeling er i en for- og baglap, men der findes en række andre mindre underlapper. Der har gennem tiderne været forskellige opdelinger af disse mindre lapper. En af dem har følgende opdeling:
- Forlap (lobus anterior)
  - I, II, Lingula
  - III, Centralis
  - IV, Culmen
  - V, Culmen
- Baglap (lobus posterior)
  - VI, Declive
  - VIIAf
  - VIIAt
  - VIIB
  - VIIIA
  - VIIIB
  - IX, Uvula
  - X, Nodulus

## Cerebellare symptomer og sygdomme
Koordinationsforstyrrelser – ataksi – kan opstå ved sygdomme i lillehjernen.